# Weinbau in Frankreich

Die Weinbauregionen Frankreichs

Der Weinbau in Frankreich ist ein wesentlicher Wirtschaftsfaktor. Sowohl qualitativ als auch quantitativ ist Frankreich eines der bedeutendsten Weinbaugebiete der Erde. Internationale Standards orientieren sich bis heute an Frankreich, insbesondere dem Bordeaux-Wein, dem Burgund und dem Champagner. Dijon ist Sitz der Internationalen Organisation für Rebe und Wein. Auch in der internationalen Bekanntheit sind französische Rebsorten wie Chardonnay, Merlot oder Cabernet Sauvignon führend.
Frankreich ist außerdem trotz gesunkener Produktionszahlen weiterhin nach Italien (49,8 Mio. Hektoliter) der zweitgrößte Weinerzeuger der Welt (45,6 Mio. hl). Die größten nationalen Rebflächen bilden dagegen die spanischen Anbaugebiete mit 945.000 ha. In Frankreich gab es 2020 rund 11.000 Weingüter weniger als 2010. Das bedeutet einen Rückgang von 16 Prozent innerhalb von zehn Jahren. Auf Basis der veröffentlichten Daten des französischen Landwirtschaftsministeriums lag die Zahl der Weinbaubetriebe im Jahr 2020 bei nur noch 59.000. Im Jahr 2023 waren insgesamt 792.000 Hektar mit Reben bestockt. In Frankreich sollen im Weinwirtschaftsjahr 2024/2025 27.461 Hektar Weinberge gerodet werden, um die anhaltende Überproduktion zu bekämpfen. Die Weinbaubetriebe erzeugten 2018 48,6 Millionen Hektoliter Wein. Diese Menge entspricht etwa sechs bis sieben Milliarden Flaschen Wein, die zu zwei Dritteln im eigenen Land getrunken werden. Der Anteil der Rot- und Roséweine beträgt ungefähr 73 %, der Anteil der Weißweine 27 %. Die Weinbranche setzt jährlich rund 8,4 Milliarden Euro um. Die Weltproduktion, die durch ständig neue Anbauflächen in den Vereinigten Staaten, Australien, aber auch Ländern wie der Volksrepublik China wächst, belief sich 2018 auf etwa 292 Millionen Hektoliter. Der Anteil Frankreichs an der Weltproduktion liegt etwa bei 20 % (Tendenz fallend), der wertmäßige liegt aufgrund des gehobenen Preisniveaus bei etwa 25 %. Die Überproduktion wird zu Ethylalkohol landwirtschaftlichen Ursprungs verarbeitet. 2025 werden weitere 1.300 Winzer den Weinbau komplett aufgeben.

## Geschichte

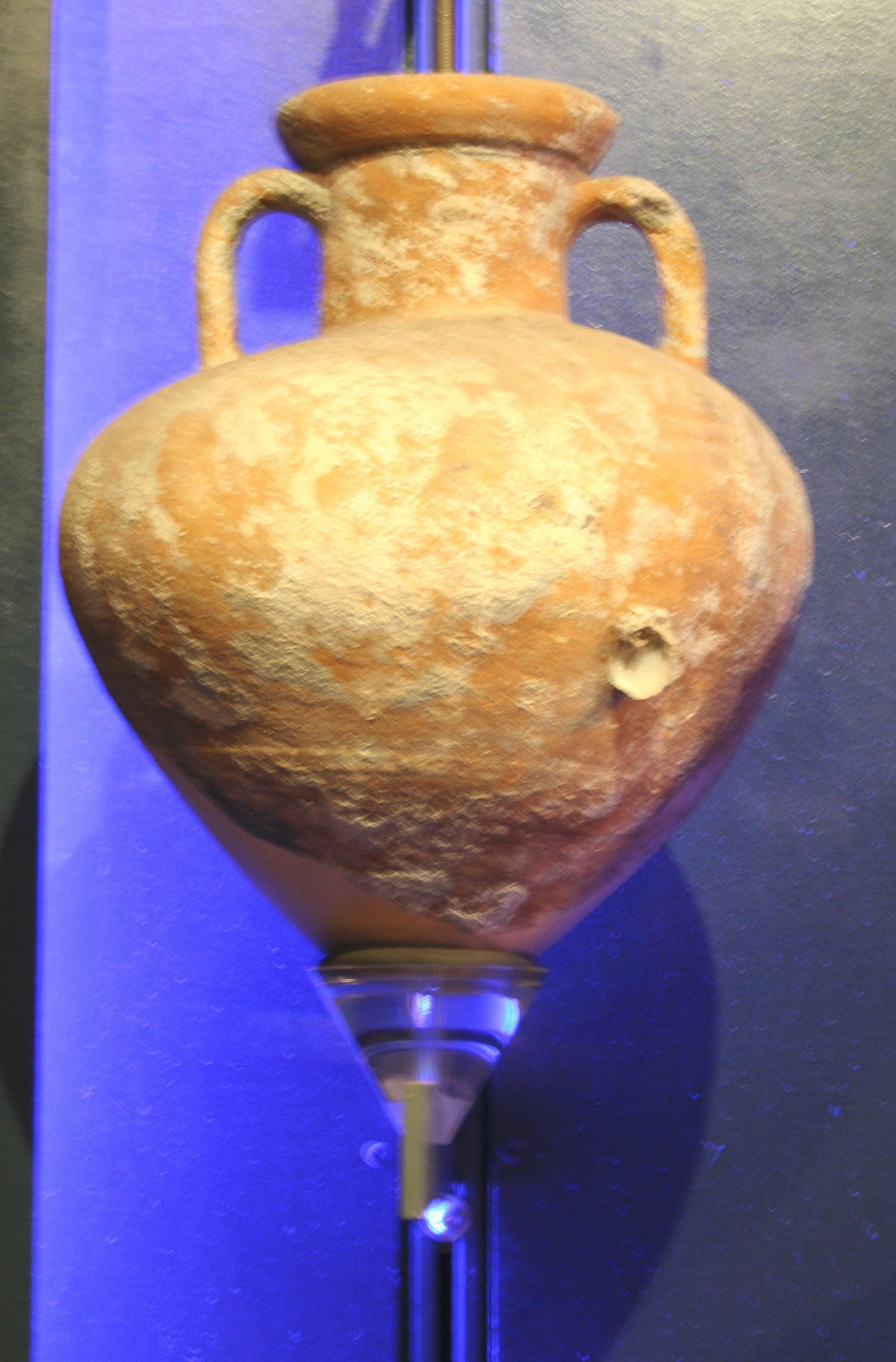
Amphore aus dem 6. Jahrhundert v. Chr.
Marseille, Musée des docks romains

Um 620 bis 600 v. Chr. gründeten Griechen (mit der gallischen Bevölkerung Handel treibende Phokäer) dank einer Landschenkung der ligurischen Fürsten an einem Umschlagpunkt eine dauerhaft bewohnte Siedlung (Apoikie) und nannten sie Massalia (altgriechisch Μασσαλία, lateinisch Massilia), das heutige Marseille. Sie brachten die ihnen bekannten Rebsorten mit und pflanzten sie in Südfrankreich lediglich für den Eigenverbrauch an. Da die Sorten aus einer warmen Klimazone kamen, gediehen sie nur in Gebieten, in denen auch Feigen und Olivenbäume wachsen.
Ab dem 2. Jahrhundert v. Chr. wurde Marseille für die erstarkten Römer interessant, um Transportwege auf dem Landweg in Richtung Spanien abzusichern. Aus den gleichen Überlegungen entstand das heutige Narbonne sowie die römische Provinz Narbonensis. Im Rahmen ausgedehnter Handelsaktivitäten kam der Wein aus Südfrankreich bis nach Rom und Amphorenfunde im ehemaligen Gallien belegen auch dort einen beträchtlichen Konsum italienischen Weins. Die Römische Villa bei Rians aus dem 1. Jahrhundert v. Chr. gilt als der größte, bislang freigelegte Weinbaubetrieb im Römischen Reich.
Der intensive Weinhandel zwischen Italien und Gallien erfolgte meist auf dem Wasserwege und war durch wirtschaftliche und politische Vereinbarungen geregelt. In seiner Histoire de la Gaule („Die Geschichte Galliens“) schrieb der Historiker Camille Jullian über die Rom nahestehenden Haeduer: „Bibracte, da bin ich sicher, war der Ausgangspunkt und der sicherste Garant ihrer Macht. Rund um Bibracte verliefen sehr gute Straßen, welche die drei größten Flusstäler Frankreichs verbanden.“
Die römischen Waren kamen über die Rhône und anschließend die Saône, die Loire oder den Allier. Deshalb passierten die Waren das haeduische Gebiet, bevor sie auf die Loire oder die Seine trafen. Die Haeduer versprachen die Verbreitung römischer Waren in Gallien seit dem zweiten Jahrhundert v. Chr. Ihren verbündeten gallischen Stämmen ermöglichten sie, von ihrem Handel mit Rom und mit den griechischen Kolonien wie Marseille zu profitieren. Dieser Handel wird nachgewiesen durch große Mengen von Amphoren und Keramiken, die aus Italien kamen und in Abfallgräben und Fliesenbelägen von Häusern gefunden wurden.
Die ersten gallischen Weinberge wurden erst im Zuge der römischen Eroberung zu Ende des 1. Jahrhunderts v. Chr. angelegt. Der griechische Schreiber und Geograf Strabon ist in seinem 7 v. Chr. veröffentlichten Werk Geographica noch der Meinung, dass nur die Regionen rund um Narbonne und Marseille aufgrund einer ähnlichen Vegetation wie in Italien für den Weinbau geeignet seien, der Rest Galliens jedoch zu weit nördlich liege. Schon im Jahr 38 n. Chr. berichtete er jedoch, dass die Ufer der Rhone von Reben bedeckt seien.
Im 1. Jahrhundert nach Christus bauten die Allobroger in der Nähe der heutigen Stadt Vienne im Rhônetal geharzte Weine an. Laut Plinius dem Älteren konnten sie für diese Ware hohe Preise durchsetzen.
Vom römischen Stützpunkt Narbonne dürften die Reben ihren Weg bis ins heutige Weinbaugebiet Gaillac gefunden haben. Archäologische Funde belegen die Herstellung von Amphoren bei Gaillac und Béziers während der zweiten Regierungszeit von Kaiser Augustus von 27 v. Chr. bis 14 n. Chr.

## Qualitätsstufen
Die französische Weinproduktion zählt zu den weltweit am besten überwachten Landwirtschaftsbereichen überhaupt. Jede abgefüllte Flasche gehört einer Qualitätskategorie an. Die oberste Stufe der Qualitätspyramide wird von den AOC-Weinen dargestellt (seit 2009 AOP). Es schließen sich die Vins Délimités de Qualité Supérieure (kurz VDQS), die Landweine (Vin de Pays, seit 2009 IGP) und die Tafelweine (Vin de Table, seit 2009 Vin de France) an. Die Kennzeichnung ist in den französischen Weinbaugebieten sehr unterschiedlich. So stellt das Weinbaugebiet Champagne mit über 32.000 Hektar eine einzige AOC dar. Die kleinste AOC hat dagegen kaum zwei Hektar Fläche. Innerhalb der AOC-Weine gibt es teilweise weitere Unterschiede zwischen regionalen, subregionalen und kommunalen AOCs, ohne dass dies dem Etikett zu entnehmen wäre. Generell gilt: Je kleiner das bezeichnete Gebiet ist, desto höher sind die Qualitätsanforderungen. Im Burgund spielen die Potenziale der Lagen zur Qualitätseinstufung eine große Rolle. Dementsprechend sind die einzelnen Appellationen recht klein, um den Unterschieden einzelner Lagen gerecht zu werden. Siehe hierzu auch den Artikel Grand Cru. Im Bordelais dagegen spielen die Châteaux, also die Weingüter, die Hauptrolle, deren Qualität in Klassifikationen festgelegt ist. Die Appellationen umfassen daher mindestens den Rebbestand einer Gemeinde oder mehrerer gebietsverwandter Gemeinden, wie dies für die Appellation Margaux der Fall ist. Einzelne Lagen werden nicht erfasst. Der Institut national de l’origine et de la qualité (INAO, deutsch Nationalinstitut für Herkunft und Qualität) ist bewusst, dass es innerhalb einer Appellation Qualitätsunterschiede gibt. Eine Klassifizierung der Weine erfolgt durch die AOC-Bezeichnung nicht.
Qualitätsweine sind, anders als in Deutschland, zumeist aus mehreren Rebsorten verschnitten. Sortenreine Weine herrschen lediglich im Elsass, im Burgund, in einigen Appellationen der Loire sowie der nördlichen Rhône vor.
Das Prinzip der kontrollierten Herkunftsbezeichnung (Appellation d’Origine Contrôlée) wurde zu Anfang des 20. Jahrhunderts entworfen und 1935 mit der Gründung der INAO umgesetzt. Dieses Institut überwacht die mittlerweile über 400 Appellationen und schlägt Änderungen in der Gesetzgebung vor. Die INAO bestimmt, welcher Noch-VDQS-Wein in den Rang einer AOC aufsteigen kann. Mit lokalen Bestimmungen werden die Traditionen und die Eigenständigkeit der einzelnen Regionen und Gemeinden bewahrt. Für die Einführung des rigorosen Qualitätssystems waren zunehmende Kriminalität rund um den Wein die Ursache, wie das unerlaubte Beimischen preiswerterer Weine zum Strecken teurer Produkte.
Mit den AOC-Bestimmungen werden nicht nur die Grenzen der zugelassenen Rebflächen gezogen. Innerhalb des Regelwerks jeder einzelnen AOC werden die zugelassenen Rebsorten definiert (möglicherweise sogar Mindestanteile gewisser Sorten innerhalb der Verschnitte), Mindestalkoholgehalte festgehalten und Ertragsbeschränkungen auferlegt. Die Bestimmungen umfassen auch Details zur Anzahl von Rebstöcken, die pro Hektar gesetzt werden müssen, sowie zu den zu verwendenden Erziehungssystemen der Reben. In manchen Gebieten, wie zum Beispiel der Champagne, werden gewisse Produktionstechniken, wie zum Beispiel die maximale Saftausbeute beim Pressen, vorgeschrieben.
Der Anteil der AOC-Weine ist von 37 % (1989) auf 51 % (1999) gestiegen.

### Weine aus kontrolliertem Herkunftsgebiet (AOC)
- Rot- und Roséweine: 17,9 Millionen Hektoliter
- Weißweine: 8,5 Millionen Hektoliter
- Gesamtproduktion: 26,4 Millionen Hektoliter (51 % der Gesamtproduktion)

### Gehobene Tafelweine (Landweine)
- Rot- und Roséweine: 13,4 Millionen Hektoliter
- Weißweine: 2,8 Millionen Hektoliter
- Gesamtproduktion: 16,2 Millionen Hektoliter (31 % der Gesamtproduktion)

### Einfache Tafelweine
- Rot- und Roséweine: 6,8 Millionen Hektoliter
- Weißweine: 2,4 Millionen Hektoliter
- Gesamtproduktion: 9,2 Millionen Hektoliter (18 % der Gesamtproduktion)

## Weinbaugebiete (alphabetisch)

### Beaujolais
Obwohl das Gebiet Beaujolais historisch zum Burgund gehört, bildet es aufgrund seines eigenständigen Weinstils, bei dem die Gamay-Rebe im Mittelpunkt steht, eine eigenständige Weinbauregion. Insgesamt umfasst das Beaujolais rund 23.000 ha Rebfläche, erstreckt sich auf einer Länge von 50 km in Nord-Süd-Richtung und ist maximal 15 Kilometer breit. Der Fluss Saône bildet den östlichen Rand des Gebiets. Im Westen wird das Gebiet von Ausläufern des Massif Central begrenzt. Die bis zu 1012 Meter hohen Hügel schützen die Rebflächen vor Schlechtwettereinflüssen.
Jährlich werden 1,4 Millionen Hektoliter Wein erzeugt. Obwohl das Gebiet insbesondere in den Beaujolais-Cru-Gemeinden hervorragende Weine erbringt, wurde Beaujolais vor allem durch den minderwertigen Beaujolais Nouveau bekannt, einen Wein, der im Schnellverfahren hergestellt wird und am dritten Donnerstag eines jeden Novembers mit viel Werbeaufwand auf den Markt gebracht wird.
Die kommunalen Appellationen des Beaujolais sind Brouilly, Chénas, Chiroubles, Côte de Brouilly, Fleurie, Juliénas, Moulin à Vent, Morgon, Régnié und Saint-Amour.

### Bordeaux

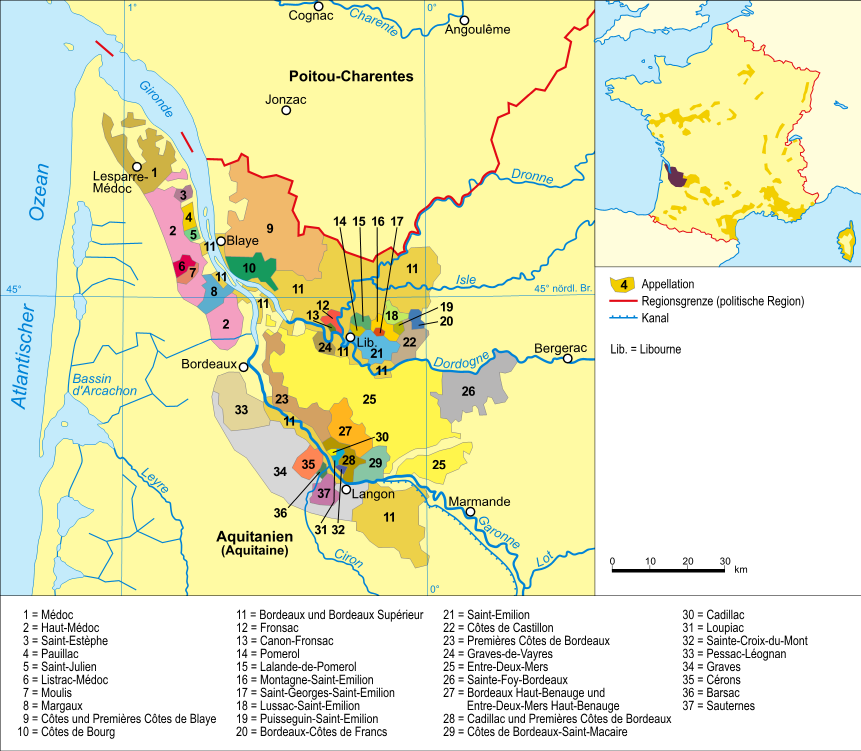
Weinbauregion Bordeaux

Die Stadt Bordeaux gibt der Weinbauregion Bordeaux mit 120.700 Hektar Rebfläche ihren Namen. Die Region erstreckt sich auf das gesamte Département Gironde. Der Anteil der Spitzenqualität ist hier höher als in jeder der anderen Regionen Frankreichs.
Jährlich werden sieben Millionen Hektoliter Wein hergestellt. Die international bekannten Appellationen und Weingüter sind an dieser Menge mit etwa fünf Prozent beteiligt. Ein durchschnittliches Weingut im Bordeaux ist zwischen sieben und zehn Hektar groß. Innerhalb der letzten 20 Jahre wurden viele Weingüter zu größeren Einheiten zusammengefügt.
Die Weine sind in der Regel Cuvées (Verschnittweine), das heißt, sie bestehen aus mehreren Rebsorten.
Die qualitative Spitze bilden die kommunalen Appellationen Margaux, Saint-Julien, Pauillac, Saint-Estèphe, Pessac-Léognan, Pomerol, Saint-Émilion, Sauternes und Barsac. Der Löwenanteil der Produktion entstammt der regionalen AOC Bordeaux bzw. Bordeaux Supérieur und den subregionalen Appellationen wie Entre deux mers, Graves und Médoc.

### Burgund
Die ostfranzösische Provinz Burgund ist bekannt durch ihre sortenreinen Rot- und Weißweine. Während die Rotweine aus der Rebsorte Pinot Noir hergestellt werden, sind die Weißweine Erzeugnisse der Chardonnay-Traube. Die besten Weine wachsen in den weltberühmten Grand-Cru-Lagen der Côte de Nuits und Côte de Beaune.
Die Weingüter in Burgund sind in der Regel kaum größer als fünf bis sechs Hektar. Fast jeder Winzer verfügt über eine Vielzahl kleinster Parzellen in verschiedensten Lagen. Diese Heterogenität liegt im französischen Erbrecht begründet und erklärt die herausragende Bedeutung der burgundischen Handelshäuser, die dem Endkunden ausreichende Mengen von Lagenweinen in verlässlicher Qualität liefern können.
Regionen: Chablis, Côte d’Or, Côte Chalonnaise, Mâconnais
Spitzenweine kommen aus den Orten Gevrey-Chambertin, Chambolle-Musigny, Morey-Saint-Denis, Vougeot, Vosne-Romanée, Nuits-Saint-Georges, Aloxe-Corton, Beaune, Pommard, Volnay, Meursault, Chassagne-Montrachet und Puligny-Montrachet.

### Champagne
Die Weinbauregion Champagne mit den Weinbaumetropolen Reims und Épernay war die erste Weinbauregion weltweit, die Schaumwein in großen Mengen herstellte. Ebenso wie Bordeauxwein und Burgunder ist der Champagner ein Produkt mit weltweiter Vorbildfunktion. Selbst Winzer in Australien und Amerika versuchen, mit den gleichen Rebsorten (Pinot noir, Pinot Meunier und Chardonnay) und Produktionsmethoden vergleichbare Erzeugnisse zu erzielen. Aber auch im eigenen Land sind die Crémants aus diversen Regionen Frankreichs ernstzunehmende Rivalen auf dem Markt des Luxus und der Lebensfreude. Aufgrund der weltweit hohen Nachfrage nach Champagner ist die Anbaufläche in den letzten Jahrzehnten auf rund 33.000 ha angewachsen, womit die maximale Ausdehnung nahezu erreicht ist.
Wichtigste Anbauregionen sind Montagne de Reims, Côte des Blancs, Vallée de la Marne und Côte des Bar.

### Elsass

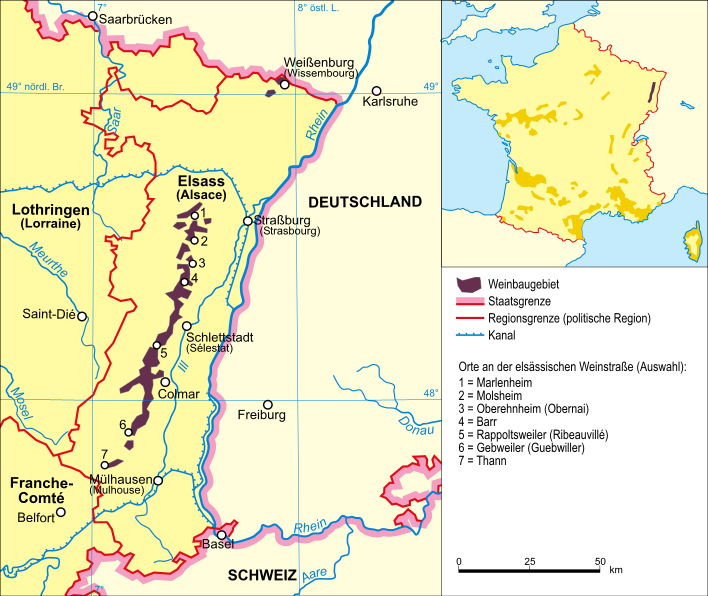
Weinbauregion Elsass

Die Weinbauregion Elsass im Nordosten Frankreichs bringt zumeist sortenreine Weine mit einzigartigem Charakter hervor. Die Region gehörte historisch lange Zeit zu Deutschland, und so entstanden in dieser Gegend Weine, die die Tugenden beider Länder miteinander verbinden. Die Verwandtschaft mit Deutschland zeigt sich in der sortentypischen Fruchtigkeit der Rieslinge, Muscat, Pinot gris und Gewürztraminer. Der französische Charakter spiegelt sich in der Geradlinigkeit und Wucht der zumeist trocken ausgebauten Weine wider.
Alle elsässischen Weine werden den Vorschriften entsprechend in typische hohe und schlanke Flaschen, die sogenannten flûtes, abgefüllt. Dies soll ein nachträgliches Panschen der Weine, wie es beim Verkauf von Fassware leicht möglich ist, verhindern oder zumindest erschweren.
Das Elsass bildet eine einzige Appellation d’Origine Contrôlée, der Begriff Alsace Grand Cru bezeichnet Einzellagen.

### Jura
Die Weinbauregion Jura liegt im Osten Frankreichs, zwischen Burgund und der Schweiz. In dieser – von anderen Weinbaugegenden isolierten Region – haben sich ungewöhnliche Rebsorten, eigene Traditionen und Anbautechniken sowie eigenwillige Weinarten erhalten.
Appellationen: Arbois, Côtes du Jura, L’Etoile, Château-Chalon

### Korsika
Korsika produziert vorwiegend Tafelweine, erst seit 1976 gibt es die Appellation Vin de Corse.
Der Weinbau auf Korsika genießt erst seit weingeschichtlich kurzer Zeit einen Ruf als Geheimtipp und Qualitätswein erzeugende Region.
Verantwortlich für die späte Etablierung Korsikas als Anbaugebiet hochwertiger Weine war vor allem die Einwanderung zahlreicher sogenannter „Pieds-noirs“ (Algerien-Franzosen), die sich in den frühen 1960er Jahren nach dem verlorenen Algerienkrieg auf der Insel ansiedelten. Sie brachten zwar modernere Anbau- und Kellereitechniken mit, erzeugten aber einen eher minderwertigen, sehr schweren Wein. Erst seit den 1980er Jahren fasste der Qualitätsweinbau auf Korsika zunehmend Fuß.
Neben den inzwischen neun AOC-Gebieten entstehen auf der Mittelmeerinsel auch qualitativ bemerkenswerte Vins de Pays, wie beispielsweise die Vins de Pays de l’île de beauté.

### Languedoc-Roussillon

Das Weinbaugebiet Languedoc-Roussillon

Languedoc (Weinbaugebiet), Banyuls, Blanquette de Limoux, Clairette de Bellegarde, Clairette du Languedoc, Corbières, Costières de Nîmes, Coteaux du Languedoc, Côtes du Roussillon, Côtes du Roussillon-Villages, Faugères, Fitou, Maury, Minervois, Rivesaltes, Saint-Chinian, Vin Doux Naturel du Muscat, Muscat de Frontignan

### Loire
Pays Nantais, Anjou-Saumur (u. a. Anjou, Bonnezeaux, Saumur und Savennières), Touraine (u. a. Bourgueil, Chinon und Vouvray), Sancerre

### Lothringen
Die Weinregion Lothringen liegt bereits dem Namen nach im Osten Frankreichs, genauer in den Departements Moselle (Moseldepartement) und Meurthe-et-Moselle mit den Côtes de Moselle um Metz und den Côtes de Toul.
Im Département Meuse um Vigneulles-lès-Hattonchâtel befindet sich das Weinbaugebiet Côtes de Meuse (IGP).

### Provence

Weinbaugebiete in der Provence

Das Weinbaugebiet Provence erstreckt sich von Avignon bis zu den Seealpen über ein sowohl geologisch als auch klimatisch sehr heterogenes Gebiet. Insgesamt dominiert zwar ein warmes Mittelmeerklima, doch die unterschiedlichen Höhenlagen und der Einfluss kalter Luftströmungen überlagern diese Grundlage. Das Weinbaugebiet verfügt über die vier regionalen Appellationen Coteaux d’Aix-en-Provence, Coteaux de Pierrevert, Coteaux Varois en Provence und Côtes de Provence sowie die fünf lokalen Appellationen Bandol, Bellet, Cassis, Les Baux-de-Provence und Palette.
Der Schwerpunkt der gesamten Weinproduktion der Provence liegt auf Roséweinen. Je nach Appellation werden die regionalen Unterschiede deutlich. So produziert die AOC Cassis überwiegend Weißweine aus den Rebsorten Clairette Blanche und Marsanne blanche. Dagegen werden im Westen der Provence vor allem die Rebsorten Braquet Noir, Folle Noir und Cinsault angebaut und zu Rot- und Roséweinen ausgebaut.

### Rhône
Das Weinbaugebiet Rhône besteht aus zwei recht unterschiedlichen Regionen: Im nördlichen Teil, den Côtes du Rhône septentrionales wachsen auf 4100 ha überwiegend Steillagen rassige und lagerfähige, zumeist reinsortige Weine aus Syrah, Viognier, Marsanne und/oder Roussanne. Appellationen sind Château-Grillet, Condrieu, Cornas, Côte-Rôtie, Crozes-Hermitage, Hermitage und Saint-Joseph.
Im südlichen, zum Mittelmeer geöffneten Teil des Rhônetals herrscht ein mediterranes Klima. Hier wachsen auf 69.000 ha Anbaufläche überwiegend Rotweine, denen die Grenache-Traube Körper und Geschmeidigkeit verleiht. Syrah und Mourvèdre geben ihnen eine festere Struktur. Die Spitze der Produktion bildet der Châteauneuf-du-Pape, Frankreichs körperreichster Wein. Weitere Appellationen sind Gigondas, Lirac, Tavel, Vacqueyras, Beaumes-de-Venise, Vinsobres und Rasteau. Der Löwenanteil der Produktion entfällt jedoch auf die regionalen und subregionalen Appellationen Côtes du Rhône, Côtes du Rhône Villages, Coteaux du Tricastin, Côtes du Ventoux, Côtes du Luberon und Côtes du Vivarais.

### Savoyen
Savoyen ist eine Weißweingegend, in der AOC- und VDQS-Weine hergestellt werden.

### Südwesten
Unter der Bezeichnung Sud-Ouest wurden so unterschiedliche Appellationen wie das Bergerac in der Nähe der Stadt Bordeaux und Irouléguy am Fuße der Pyrenäen (hier piémont genannt) mit insgesamt rund 15.000 Hektar Anbaufläche zusammengefasst. Die Region vereinigt einige der ältesten Weinbauflächen Frankreichs, ist jedoch weniger bekannt. Aufgrund der geografisch herausragenden Lage von Bordeaux wurden die Handelswege für den Export, die gewöhnlich über den Hafen abgewickelt wurden, immer zugunsten des Bordelais genutzt. Weine aus Cahors wurden gerne aufgrund ihrer tiefen Farbe zur Verbesserung der Farbstruktur von Bordeauxwein eingesetzt. Die Region Sud-Ouest konnte sich erst mit dem Aufkommen der Bahnverbindungen abnabeln und eigene Vermarktungswege schaffen.
Appellationen sind Bergerac mit Monbazillac, Montravel, Pécharmant und Saussignac, Buzet, Béarn, Cahors, Côtes du Brulhois (VDQS), Côtes de Duras, Côtes de Millau (VDQS), Côtes du Marmandais, Côtes de Saint-Mont, Côtes du Frontonnais, Vins d’Entraygues et du Fel (VDQS), Vins d’Estaing (VDQS), Gaillac, Irouléguy, Jurançon, Lavilledieu, Madiran, Marcillac, Pacherenc du Vic-Bilh, Tursan.

## Typische Rebsorten in den Anbaugebieten Frankreichs
Laut den im Jahr 2009 veröffentlichten Statistiken der Organisation ONIVINS betrug die im Jahr 2008 für den Weinbau bestockte Fläche 846.015 Hektar. Etwas mehr als 70 % dieser Fläche sind mit roten Rebsorten bepflanzt. Im Rahmen von Rodungsprogrammen der Europäischen Union wurden zwischen 1988 und 2000 über 90.000 Hektar Rebfläche gerodet. Davon vorwiegend betroffen war insgesamt die Region Languedoc-Roussillon.
War jahrzehntelang der vorwiegend in dieser Region angebaute Carignan der Spitzenreiter im Rebsortenspiegel Frankreichs, ist mittlerweile der Merlot auf Rang 1 der meistangebauten Sorte Frankreichs zu finden. Auf Rang 2 ist die rote Sorte Grenache zu finden.
Rang 3 nimmt die weiße Sorte Ugni Blanc ein. Sie liefert einen Großteil des Grundweins für den Cognac. Es folgen die roten Syrah und Cabernet Sauvignon. Carignan fiel mittlerweile auf den sechsten Platz zurück. Erst auf Platz 7 der Rangliste ist die erste qualitativ hochwertig weiße Rebsorte, der Chardonnay, zu finden.

### Rotweinsorten
- Abouriou 364 ha
- Aleatico
- Alicante Bouschet 4957 ha
- Alphonse-Lavallée 829 ha
- Aramon 2877 ha
- Arinarnoa 164 ha
- Arrouya
- Aubun 648 ha (Côteaux du Languedoc)
- Bachet Noir
- Barbaroux
- Béclan
- Béquignol
- Bouchalès
- Bouillet
- Bouquettraube
- Bouteillan Noir
- Braquet Noir (oder Brachet)
- Brun Argenté
- Cabernet Franc 36.948 ha (Bordeaux, Loire)
- Cabernet Sauvignon 56.386 ha (Bordeaux (v. a. Médoc), Sud-Ouest, Touraine, Provence)
- Caladoc 2464 ha
- Calitor (Provence, Korsika)
- Carcajolo Noir
- Cardinal 217 ha
- Carignan 53.155 ha (Languedoc-Roussillon, Provence, Korsika)
- Carménère (Bordeaux, kaum noch verwendet)
- Castets
- César (Burgund bei Irancy)
- Chambourcin 758 ha
- Chatus (Ardèche)
- Chenanson 506 ha
- Cinsault 20.800 ha (Südfrankreich, Korsika u. a.)
- Clairette Rose 260 ha
- Colobel
- Couderc Noir 214 ha
- Counoise 504 ha (Provence, Languedoc, Côtes du Rhône)
- Courbu Noir
- Duras 923 ha (Gaillac)
- Durif (Provence)
- Egiodola 271 ha
- Ekigaïna
- Étraire de la Dui
- Fer Servadou 1610 ha (Sud-Ouest)
- Feunate
- Florental
- Franc Noir de la Haute Saône
- Fuella
- Gamay 30.443 ha (Beaujolais, Loire, Savoie, Côtes du Marmandais, Gaillac)
- Gamay de Bouze 215 ha
- Gamay de Chaudenay 242 ha
- Gamay Fréaux
- Ganson
- Garonnet
- Gascon
- Gouget Noir
- Gramon
- Grassen
- Grenache 94.240 ha (Südfrankreich, Korsika)
- Grenache Gris 1699 ha
- Grolleau 2350 ha (Loire)
- Grolleau Gris 454 ha
- Joubertin zwei ha (Savoyen) – alte Schätzung
- Jurançon Noir 706 ha
- Landal Noir
- Léon Millot
- Lival
- Lledoner Pelut 433 ha
- Malbec (Côt) 6155 ha (Bordeaux, Cahors, Buzet, Loire)
- Mancin
- Manseng Noir
- Maréchal Foch
- Marselan 2375 ha (Languedoc, Roussillon)
- Mérille 78 ha (Sud-Ouest)
- Merlot 115.746 ha (Bordeaux, v. a. Pomerol, Saint-Émilion)
- Milgranet
- Mollard
- Mondeuse 299 ha (Savoie, Bugey)
- Monerac
- Morrastel
- Mourvaison
- Mourvèdre 9363 ha (Provence, Rhône, Korsika)
- Mouyssaguès
- Muresconu
- Muscardin (Châteauneuf-du-Pape)
- Muscat à petits grains noir
- Muscat de Hambourg 3504 ha
- Négrette 1227 ha (Fronton)
- Nielluccio 1589 ha (Korsika)
- Noir de Listan
- Noir Fleurien
- Oberlin Noir
- Petit Verdot 862 ha (Médoc)
- Pineau d’Aunis 435 ha (Loire)
- Pinot Meunier 11.088 ha (Champagne, Côtes de Toul)
- Pinot Noir 29.738 ha (Burgund, Champagne, Alsace, Savoie, Touraine)
- Piquepoul Noir
- Plant Droit
- Plantet 1105 ha
- Portan 311 ha
- Portugais bleu 88 ha
- Poulsard 311 ha (Jura)
- Prunelard 10 ha (Sud-Ouest)
- Ribol
- Roublot
- Rubilande
- Roussanne Languedoc
- Saint-Macaire
- Sciaccarello 773 ha (Korsika)
- Segalin
- Seinoir
- Semebat
- Servanin
- Syrah 68.587 ha (Rhône, Provence, Languedoc, Gaillac)
- Tannat 2914 ha (Béarn, Cahors, Madiran)
- Tempranillo 766 ha
- Téoulier
- Terret Noir 264 ha (Provence, Languedoc)
- Tibouren 443 ha
- Tressot
- Trousseau 172 ha (Jura)
- Valdiguié
- Varousset
- Villard Noir 1320 ha

### Weißweinsorten
- Aligoté 1952 ha (Burgund, Beaujolais, Savoie)
- Altesse 356 ha (Savoie)
- Aramon Blanc
- Aramon Gris
- Aranel
- Arbane
- Arbois 265 ha (Loir-et-Cher, Indre et Vienne)
- Arriloba
- Arrufiat
- Aubin Blanc
- Aubin Vert
- Auxerrois 2351 ha
- Baco Blanc 773 ha (Département Gers, Département Landes)
- Baroque (Sud-Ouest)
- Biancu Gentile
- Blanc Dame
- Bourboulenc 596 ha (Provence, Languedoc)
- Calitor Blanc
- Calitor Gris
- Camaralet de Lasseube
- Carcajolo Blanc
- Carignan Blanc 411 ha
- Carignan Gris
- Chardonnay 45.243 ha (Burgund, Beaujolais, Champagne, sowie Crémant aus Elsass, Savoie, Touraine)
- Chasan 801 ha (Languedoc, Roussillon)
- Chasselas 2445 ha (Elsass, Midi-Pyrenées, Savoie)
- Chenin Blanc 9828 ha (Loire, Limoux)
- Clairette Blanche 2405 ha (Languedoc)
- Clarin
- Claverie
- Codivarta
- Colombard 7790 ha (Armagnac, Cognac, Bordeaux)
- Colombaud
- Courbu (Sud-Ouest)
- Crouchen (Sud-Ouest)
- Danlas 254 ha
- Elbling
- Folignan
- Folle Blanche 1770 ha (Armagnac, Cognac, Charentes)
- Genovèse
- Gewürztraminer 3083 ha (nur im Elsass und Moseldepartement erlaubt)
- Goldriesling
- Graisse
- Grenache Blanc 4976 ha (Provence, Languedoc, Roussillon)
- Gringet
- Gros Manseng 2919 ha (Sud-Ouest)
- Gros Vert
- Isabelle (kaum verwendet)
- Jacquère 1027 ha (Savoie, Bugey)
- Jurançon Blanc (Armagnac, Cognac, Charentes)
- Knipperlé
- Lauzet
- Len de l’El 640 ha (Gaillac)
- Liliorila
- Maccabeu 2628 ha (Roussillon, Languedoc)
- Malvoisie (Mittelmeerraum)
- Marsanne blanche 1341 ha (Rhône u. a.)
- Mauzac 1991 ha (Gaillac, „Blanquette“ de Limoux)
- Mauzac Rose
- Mayorquin
- Melon de Bourgogne 12.364 ha (Beaujolais, Burgund, Loire: Muscadet)
- Merlot Blanc 54 ha (Bordeaux)
- Meslier-Saint-François
- Molette (Savoie)
- Mondeuse Blanche
- Montils
- Müller-Thurgau
- Muscadelle ha ha (Bordeaux, Buzet, Gaillac, Sauternes)
- Muscat d’Alexandrie 2610 ha
- Muscat blanc à petits grains 7620 ha
- Muscat rose à petits grains (nur im Elsass erlaubt)
- Muscat rouge à petits grains 314 ha
- Muscat Cendré
- Muskat Ottonel (nur im Elsass erlaubt)
- Oeillade Blanche (Châteauneuf-du-Pape, Palette)
- Ondenc (Sud-Ouest)
- Paga Debiti
- Pascal Blanc
- Perdea
- Petit Courbu
- Petit Manseng 1019 ha (Sud-Ouest)
- Petit Meslier
- Pinot Blanc 1292 ha (Elsass, Champagne, Burgund)
- Pinot Gris 2617 ha (Elsass, Burgund, Moselle)
- Piquepoul Blanc 1455 ha (Languedoc)
- Piquepoul Gris
- Précoce Bousquet
- Précoce de Malingre
- Raffiat de Moncade
- Ravat Blanc
- Rayon d’Or
- Riesling 3490 ha (nur im Elsass und Moseldepartement erlaubt)
- Riminèse
- Rolle 3126 ha (Bellet, Korsika)
- Romorantin (Cour-Cheverny, Valençay)
- Rosé du Var
- Roublot
- Roussanne 1352 ha (Savoie, Rhône, Languedoc)
- Roussette d’Ayze
- Sacy
- Saint-Pierre Doré
- Savagnin 481 ha (Jura)
- Savagnin Rose (nur im Elsass für Klevener de Heiligenstein erlaubt)
- Sauvignon Blanc 26.839 ha (Bordeaux, Marmande, Loire, Provence)
- Sauvignon Gris 463 ha
- Select
- Sémillon 11.693 ha (Sud-Ouest, Sauternes, Provence)
- Servant
- Seyval Blanc
- Sylvaner 1399 ha (nur im Elsass und Moseldepartement erlaubt)
- Terret Blanc 1451 ha
- Terret Gris 128 ha
- Tourbat
- Ugni Blanc 83.892 ha (Bordeaux, Charentes, Cognac, Armagnac, Mittelmeerraum)
- Valérien
- Velteliner rouge précoce
- Verdesse (Savoie)
- Vermentino 3569 ha (Provence, Languedoc, Korsika)
- Villard Blanc 309 ha
- Viognier 4395 ha (Rhône, Languedoc, Roussillon)

Quelle: ONIVINS, Statistik 2009, sowie die Liste der Klassifizierungen von Rebsorten für die Weinherstellung nach Artikel 20 der Verordnung (EG) 1227/2000, Stand November 2007

## Liste der Appellationen

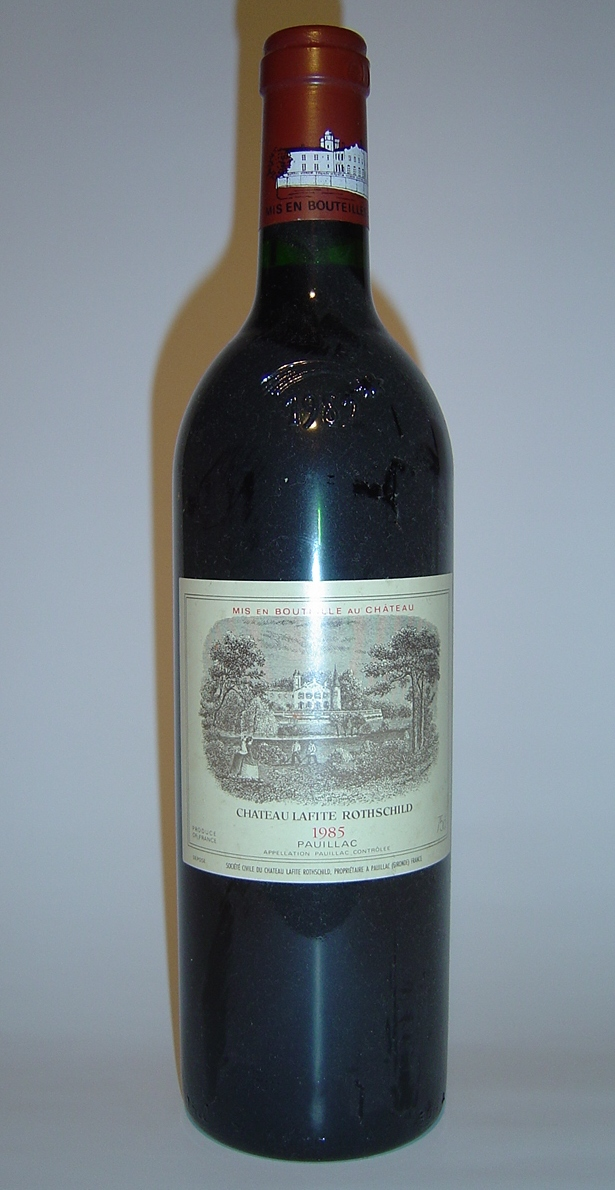
1985 Château Lafite-Rothschild, Premier Grand Cru Classé
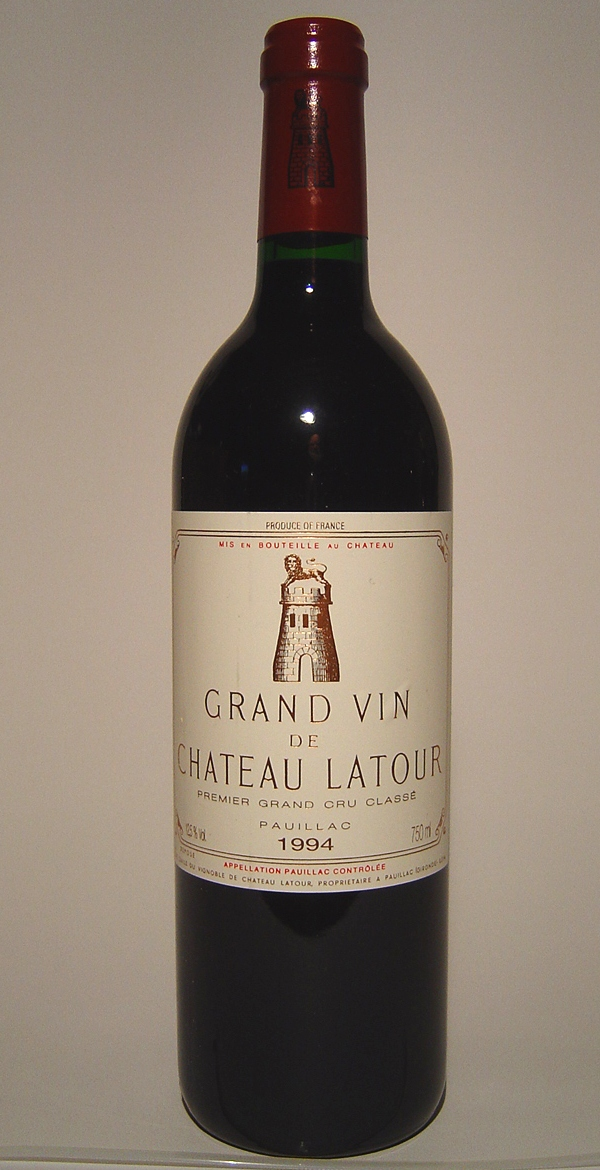
1994 Château Latour, Premier Grand Cru Classé
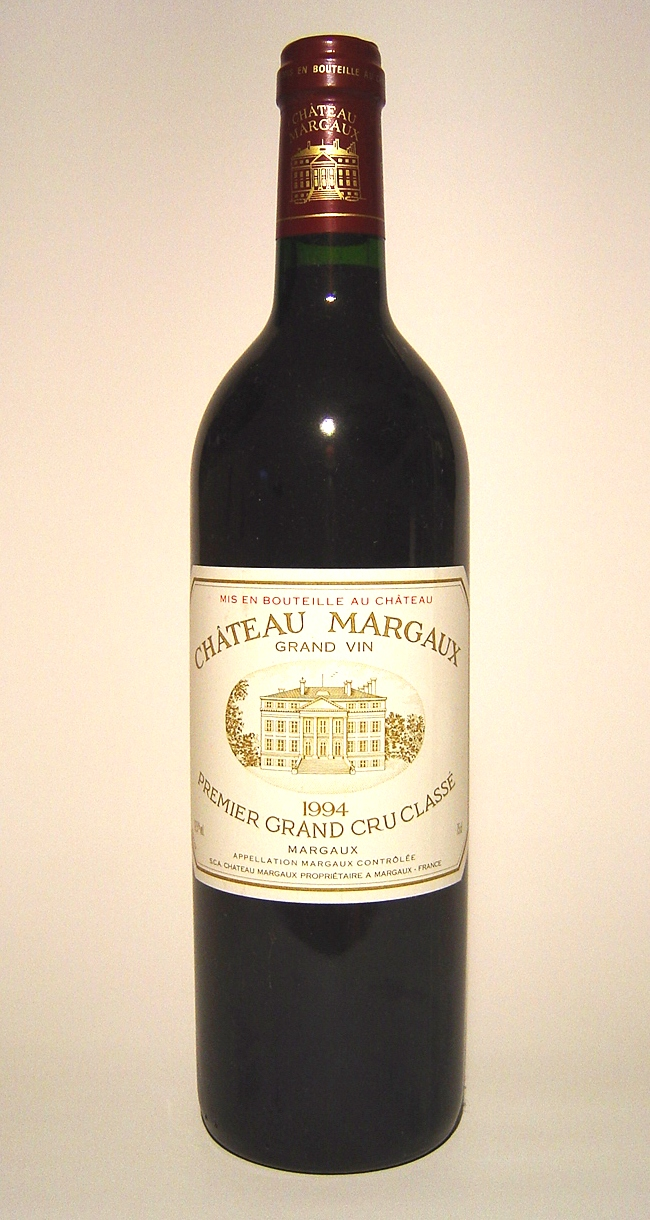
1994 Château Margaux, Premier Grand Cru Classé

### Liste der AOC-Weine Frankreichs
| AOC                                       | Weinbauregion | Status seit        | Rebfläche in ha | Erzeugte Menge in hl | Bemerkungen |
| ----------------------------------------- | ------------- | ------------------ | --------------- | -------------------- | --- |
| Ajaccio                                   | Korsika       | 3. April 1984      | 243             | 8800                 | Vor 1984 wurden die Weine unter den Namen Vin de Corses-Ajaccio oder Vin de Corse-Coteaux d’Ajaccio vermarktet. Angebaut werden fast ausschließlich Rotweine und Roséweine. |
| Aloxe-Corton                              | Burgund       | 11. März 1938      | 121             | 4971                 | Angebaut werden fast ausschließlich Rotweine aus der Rebsorte Pinot noir sowie ein wenig Weißwein aus Chardonnay. |
| Alsace                                    | Elsass        | 3. Oktober 1962    |                 |                      | Die Herkunftsbezeichnung besaß bereits seit 1921 einen Sonderstatus, der jedoch erst am 2. November 1945 offiziell bestätigt wurde. |
| Alsace Edelzwicker                        | Elsass        | 3. Oktober 1962    |                 | 23.080               | Verschnitt aus Weißburgunder, Auxerrois, Silvaner und Gutedel |
| Alsace Gewürztraminer                     | Elsass        | 3. Oktober 1962    | 2522            | 172.159              | Gehört zur Herkunftsbezeichnung Alsace. Unter dieser Bezeichnung wird sortenreiner Wein der Rebsorte Gewürztraminer angeboten. |
| Alsace Grand Cru                          | Elsass        | 20. November 1975  |                 |                      | |
| Alsace Grand Cru Altenberg de Bergbieten  | Elsass        | 23. November 1983  | 29,07           |                      | hauptsächlich mit Riesling und Gewürztraminer bestockt |
| Alsace Grand Cru Altenberg de Bergheim    | Elsass        | 23. November 1983  | 35,06           |                      | hauptsächlich mit Gewürztraminer bestockt |
| Alsace Grand Cru Altenberg de Bergheim    | Elsass        | 17. Dezember 1992  | 31,20           |                      | hauptsächlich mit Gewürztraminer bestockt |
| Alsace Grand Cru Brand                    | Elsass        | 23. November 1983  | 57,95           |                      | hauptsächlich mit Riesling, Gewürztraminer und Weißburgunder bestockt |
| Alsace Grand Cru Eichberg                 | Elsass        | 23. November 1983  | 57,62           |                      | hauptsächlich mit Gewürztraminer, Riesling und Grauburgunder bestockt |
| Alsace Grand Cru Engelberg                | Elsass        | 17. Dezember 1992  | 14,80           |                      | hauptsächlich mit Riesling, Gewürztraminer und Grauburgunder bestockt |
| Alsace Grand Cru Florimont                | Elsass        | 17. Dezember 1992  | 21,00           |                      | hauptsächlich mit Riesling, Gewürztraminer und Grauburgunder bestockt |
| Alsace Grand Cru Frankstein               | Elsass        | 17. Dezember 1992  | 56,20           |                      | hauptsächlich mit Riesling, Gewürztraminer und Grauburgunder bestockt |
| Alsace Grand Cru Froehn                   | Elsass        | 17. Dezember 1992  | 14,60           |                      | hauptsächlich mit Gewürztraminer und Grauburgunder bestockt |
| Alsace Grand Cru Fuerstentum              | Elsass        | 23. November 1983  | 30,50           |                      | hauptsächlich mit Gewürztraminer, Grauburgunder und Riesling bestockt |
| Alsace Grand Cru Geisberg                 | Elsass        | 23. November 1983  | 8,53            |                      | hauptsächlich mit Riesling bestockt |
| Alsace Grand Cru Gloeckelberg             | Elsass        | 23. November 1983  | 23,40           |                      | hauptsächlich mit Gewürztraminer, Grauburgunder und Riesling bestockt |
| Alsace Grand Cru Goldert                  | Elsass        | 23. November 1983  | 45,35           |                      | hauptsächlich mit Gewürztraminer, Riesling und Grauburgunder bestockt |
| Alsace Grand Cru Hatschbourg              | Elsass        | 23. November 1983  | 47,36           |                      | hauptsächlich mit Gewürztraminer, Grauburgunder und Riesling bestockt |
| Alsace Grand Cru Hengst                   | Elsass        | 23. November 1983  | 75,78           |                      | hauptsächlich mit Gewürztraminer, Grauburgunder und Riesling bestockt |
| Alsace Grand Cru Kanzlerberg              | Elsass        | 23. November 1983  | 3,23            |                      | hauptsächlich mit Riesling, Grauburgunder und Gewürztraminer bestockt |
| Alsace Grand Cru Kaefferkopf              | Elsass        | 12. Januar 2007    | 71,65           |                      | hauptsächlich mit Gewürztraminer, Riesling und Grauburgunder bestockt; Ausnahmeregelung geltend, da Verschnitte erlaubt sind |
| Alsace Grand Cru Kastelberg               | Elsass        | 23. November 1983  | 5,82            |                      | hauptsächlich mit Riesling bestockt |
| Alsace Grand Cru Kessler                  | Elsass        | 23. November 1983  | 28,53           |                      | hauptsächlich mit Gewürztraminer, Grauburgunder und Riesling bestockt |
| Alsace Grand Cru Kirchberg de Barr        | Elsass        | 23. November 1983  | 40,63           |                      | hauptsächlich mit Gewürztraminer, Riesling und Grauburgunder bestockt |
| Alsace Grand Cru Kirchberg de Ribeauvillé | Elsass        | 23. November 1983  | 11,40           |                      | hauptsächlich mit Riesling bestockt |
| Alsace Grand Cru Kitterlé                 | Elsass        | 23. November 1983  | 25,79           |                      | hauptsächlich mit Riesling, Gewürztraminer und Grauburgunder bestockt |
| Alsace Grand Cru Mambourg                 | Elsass        | 17. Dezember 1992  | 61,85           |                      | hauptsächlich mit Gewürztraminer, Grauburgunder und Riesling bestockt |
| Alsace Grand Cru Mandelberg               | Elsass        | 17. Dezember 1992  | 24,50           |                      | hauptsächlich mit Riesling und Gewürztraminer bestockt |
| Alsace Grand Cru Marckrain                | Elsass        | 17. Dezember 1992  | 53,35           |                      | hauptsächlich mit Gewürztraminer und Grauburgunder bestockt |
| Alsace Grand Cru Moenchberg               | Elsass        | 23. November 1983  | 11,83           |                      | hauptsächlich mit Riesling, Gewürztraminer und Grauburgunder bestockt |
| Alsace Grand Cru Muenchberg               | Elsass        | 17. Dezember 1992  | 17,70           |                      | hauptsächlich mit Riesling und Grauburgunder bestockt |
| Alsace Grand Cru Ollwiller                | Elsass        | 23. November 1983  | 35,86           |                      | hauptsächlich mit Riesling, Gewürztraminer und Grauburgunder bestockt |
| Alsace Grand Cru Osterberg                | Elsass        | 17. Dezember 1992  | 24,60           |                      | hauptsächlich mit Riesling und Gewürztraminer bestockt |
| Alsace Grand Cru Pfersichberg             | Elsass        | 17. Dezember 1992  | 74,55           |                      | hauptsächlich mit Gewürztraminer, Riesling und Grauburgunder bestockt |
| Alsace Grand Cru Pfingstberg              | Elsass        | 17. Dezember 1992  | 28,15           |                      | hauptsächlich mit Riesling, Gewürztraminer und Grauburgunder bestockt |
| Alsace Grand Cru Praelatenberg            | Elsass        | 17. Dezember 1992  | 18,70           |                      | hauptsächlich mit Riesling, Gewürztraminer und Grauburgunder bestockt |
| Alsace Grand Cru Rangen                   | Elsass        | 23. November 1983  | 18,81           |                      | hauptsächlich mit Grauburgunder, Riesling und Gewürztraminer bestockt; südlichste Grand Cru Lage des Elsass |
| Alsace Grand Cru Rosacker                 | Elsass        | 23. November 1983  | 26,18           |                      | hauptsächlich mit Riesling, Gewürztraminer und Grauburgunder bestockt |
| Alsace Grand Cru Saering                  | Elsass        | 23. November 1983  | 26,75           |                      | hauptsächlich mit Riesling, Gewürztraminer und Grauburgunder bestockt |
| Alsace Grand Cru Schlossberg              | Elsass        | 20. November 1975  | 80,28           |                      | hauptsächlich mit Riesling, Gewürztraminer und Grauburgunder bestockt |
| Alsace Grand Cru Schoenenbourg            | Elsass        | 17. Dezember 1992  | 53,40           |                      | hauptsächlich mit Riesling, Gewürztraminer und Grauburgunder bestockt |
| Alsace Grand Cru Sommerberg               | Elsass        | 23. November 1983  | 28,36           |                      | hauptsächlich mit Riesling und Grauburgunder bestockt |
| Alsace Grand Cru Sonnenglanz              | Elsass        | 23. November 1983  | 32,80           |                      | hauptsächlich mit Gewürztraminer, Grauburgunder und Riesling bestockt |
| Alsace Grand Cru Spiegel                  | Elsass        | 23. November 1983  | 18,26           |                      | hauptsächlich mit Gewürztraminer, Grauburgunder und Riesling bestockt |
| Alsace Grand Cru Sporen                   | Elsass        | 17. Dezember 1992  | 23,70           |                      | hauptsächlich mit Gewürztraminer, Grauburgunder und Riesling bestockt |
| Alsace Grand Cru Steinert                 | Elsass        | 17. Dezember 1992  | 38,90           |                      | hauptsächlich mit Gewürztraminer, Grauburgunder und Riesling bestockt |
| Alsace Grand Cru Steingrubler             | Elsass        | 17. Dezember 1992  | 22,94           |                      | hauptsächlich mit Gewürztraminer, Riesling und Grauburgunder bestockt |
| Alsace Grand Cru Steinklotz               | Elsass        | 17. Dezember 1992  | 40,60           |                      | hauptsächlich mit Riesling, Gewürztraminer und Grauburgunder bestockt |
| Alsace Grand Cru Vorbourg                 | Elsass        | 17. Dezember 1992  | 72,55           |                      | hauptsächlich mit Gewürztraminer, Grauburgunder und Riesling bestockt |
| Alsace Grand Cru Wiebelsberg              | Elsass        | 17. Dezember 1992  | 12,52           |                      | ausschließlich mit Riesling bestockt |
| Alsace Grand Cru Wineck-Schlossberg       | Elsass        | 17. Dezember 1992  | 27,40           |                      | hauptsächlich mit Riesling, Gewürztraminer und Grauburgunder bestockt |
| Alsace Grand Cru Winzenberg               | Elsass        | 17. Dezember 1992  | 19,20           |                      | hauptsächlich mit Riesling, Gewürztraminer und Grauburgunder bestockt |
| Alsace Grand Cru Zinnkoepflé              | Elsass        | 17. Dezember 1992  | 68,40           |                      | hauptsächlich mit Gewürztraminer, Grauburgunder und Riesling bestockt |
| Alsace Grand Cru Zotzenberg               | Elsass        | 17. Dezember 1992  | 36,45           |                      | hauptsächlich mit Gewürztraminer, Riesling und Grauburgunder bestockt |
| Alsace Klevener de Heiligenstein          | Elsass        | 2. Januar 1970     | 40              | 2893                 | gehört zur Herkunftsbezeichnung Alsace |
| Alsace Muscat                             | Elsass        | 3. Oktober 1962    | 342             | 24.680               | gehört zur Herkunftsbezeichnung Alsace |
| Alsace Pinot noir                         | Elsass        | 3. Oktober 1962    | 967             | 65.911               | Gehört zur Herkunftsbezeichnung Alsace. Unter dieser Bezeichnung wird sortenreiner Wein der Rebsorte Spätburgunder angeboten. |
| Alsace Pinot oder Alsace Klevner          | Elsass        | 3. Oktober 1962    | 1586            | 127.611              | gehört zur Herkunftsbezeichnung Alsace; unter dieser Bezeichnung sortenreiner Wein der Rebsorten Weißburgunder oder Auxerrois |
| Alsace Riesling                           | Elsass        | 3. Oktober 1962    | 2705            | 215.656              | gehört zur Herkunftsbezeichnung Alsace; unter dieser Bezeichnung sortenreiner Wein der Rebsorte Riesling |
| Alsace Sylvaner                           | Elsass        | 3. Oktober 1962    | 1425            | 109.357              | gehört zur Herkunftsbezeichnung Alsace; unter dieser Bezeichnung sortenreiner Wein der Rebsorte Silvaner |
| Alsace Pinot Gris                         | Elsass        | 3. Oktober 1962    | 1794            | 124.541              | gehört zur Herkunftsbezeichnung Alsace; unter dieser Bezeichnung sortenreiner Wein der Rebsorte Grauburgunder (der Name Tokay nicht mehr erlaubt) |
| Anjou                                     | Loire         | 9. September 1937  | 4693            | 270.457              | 85 Prozent der Produktion ist Rotwein. Wichtigste Rebsorten sind Cabernet Franc und Cabernet Sauvignon. Beim Weißwein ist Chenin Blanc die Leitsorte. |
| Anjou-Coteaux de la Loire                 | Loire         | 26. August 1946    | 32              | 753                  | |
| Anjou-Gamay                               | Loire         | 9. September 1937  | 177             | 9144                 | Sortenreiner Rotwein der Rebsorte Gamay. Die geographische Definition der Appellation ist identisch mit dem Weinbaugebiet Anjou. |
| Anjou Villages                            | Loire         | 14. Oktober 1987   | 136             | 5744                 | Die geographische Definition der Appellation ist gleichbedeutend mit dem Kerngebiet vom Weinbaugebiet Anjou. Es wird lediglich Rotwein der Leitsorte Cabernet Franc hergestellt, der in geringem Maße mit Cabernet Sauvignon verschnitten wird.                                        |
| Anjou Villages Brissac                    | Loire         | 17. Februar 1998   | 71              | 2998                 | Kleines Gebiet um Château Brissac. Es wird lediglich Rotwein der Leitsorte Cabernet Franc hergestellt, der in geringem Maße mit Cabernet Sauvignon verschnitten wird. |
| Arbois                                    | Jura          | 15. Mai 1936       | 805             | 35.966               | |
| Arbois-Pupillin                           | Jura          | 15. Mai 1936       |                 |                      | |
| Auxey-Duresses                            | Burgund       | 21. Mai 1970       | 134             | 5607                 | |
| Bandol                                    | Provence      | 11. November 1941  | 1691            | 58.224               | |
| Banyuls                                   | Languedoc     | 19. Mai 1972       | 1160            | 28.500               | |
| Banyuls Grand Cru                         | Languedoc     | 19. Mai 1972       | –               | –                    | Erntemenge und Ertragsfläche in der Herkunftsbezeichnung Banyuls enthalten |
| Barsac                                    | Bordeaux      | 11. September 1936 | 464             | 9460                 | |
| Bâtard-Montrachet                         | Burgund       | 31. Juli 1937      | 11,8327         | 531                  | Grand Cru Lage in den Gemeinden Puligny-Montrachet und Chassagne-Montrachet |
| Béarn                                     | Sud-Ouest     | 17. Oktober 1975   |                 |                      | |
| Beaujolais                                | Beaujolais    | 12. September 1937 | 8439            | 367.495              | Lediglich zwei Prozent des Weins entfällt auf Weißwein. |
| Beaujolais-Villages                       | Beaujolais    | 12. September 1937 | 5836            | 269.431              | |
| Beaumes-de-Venise                         | Rhône         | 25. Oktober 2005   | 541             | 17.949               | Vor der Heraufstufung im Jahr 2005 war Beaumes-de-Venise Teil der Herkunftsbezeichnung Côtes du Rhône Villages. |
| Beaune                                    | Burgund       | 11. September 1936 | 420             | 15.600               | Auf den Rotwein entfällt 85 % der Produktion. |
| Bellet                                    | Provence      | 11. November 1941  | 48              | 1056                 | |
| Bergerac                                  | Sud-Ouest     | 11. September 1936 | 10.002          | 500.562              | |
| Bergerac sec                              | Sud-Ouest     | 11. September 1936 | –               | –                    | Fläche und Menge in der Herkunftsbezeichnung Bergerac enthalten |
| Bergerac rosé                             | Sud-Ouest     | 11. September 1936 | –               | –                    | Fläche und Menge in der Herkunftsbezeichnung Bergerac enthalten |
| Bienvenues-Bâtard-Montrachet              | Burgund       | 31. Juli 1937      | 3,7             | 177                  | |
| Blanquette de Limoux                      | Languedoc     | 13. April 1981     |                 |                      | |
| Blanquette méthode ancestrale             | Languedoc     | 13. April 1981     |                 |                      | |
| Blaye                                     | Bordeaux      | 11. September 1936 | 67              | 3236                 | |
| Bonnes-Mares                              | Burgund       | 8. Dezember 1936   | 16,9027         | 605                  | Grand Cru Lage in den Gemeinden Morey-Saint-Denis und Chambolle-Musigny |
| Bonnezeaux                                | Loire         | 6. November 1951   | 90              | 1770                 | |
| Bordeaux                                  | Bordeaux      | 14. November 1936  | 63.794          | 3.545.439            | |
| Bordeaux clairet                          | Bordeaux      | 14. November 1936  | –               | –                    | |
| Bordeaux Côtes de Francs                  | Bordeaux      | 14. November 1936  | –               | –                    | |
| Bordeaux moelleux                         | Bordeaux      | 14. November 1936  | –               | –                    | |
| Bordeaux rosé                             | Bordeaux      | 14. November 1936  | –               | –                    | |
| Bordeaux sec                              | Bordeaux      | 14. November 1936  | –               | –                    | |
| Bordeaux supérieur                        | Bordeaux      | 14. Oktober 1943   | –               | –                    | |
| Bourgogne                                 | Burgund       | 31. Juli 1937      | 1696            | 113.099              | |
| Bourgogne Aligoté                         | Burgund       | 31. Juli 1937      | –               | –                    | Rebfläche und Menge in der Erhebung der Appellation Bourgogne enthalten |
| Bourgogne clairet                         | Burgund       | 31. Juli 1937      | –               | –                    | |
| Bourgogne Grand Ordinaire                 | Burgund       | 31. Juli 1937      | 120             | 6085                 | 85 % der Menge entfallen auf Rotwein und Rosé. |
| Bourgogne Hautes-Côtes de Beaune          | Burgund       | 31. Juli 1937      | 754             | 35.815               | 85 % der Menge entfällt auf Rotwein. |
| Bourgogne Hautes-Côtes de Nuits           | Burgund       | 31. Juli 1937      | 675             | 26.986               | 80 % der Menge entfällt auf Rotwein. |
| Bourgogne Passetoutgrain                  | Burgund       | 31. Juli 1937      | 713             | 37.913               | Das Anbaugebiet ist deckungsgleich mit dem Bourgogne Grand Ordinaire. Ausschließlich Rotwein und Rosé der Sorten Pinot Noir und Gamay sind zugelassen. |
| Bourgogne rosé                            | Burgund       | 31. Juli 1937      |                 |                      | |
| Bourgueil                                 | Loire         | 31. Juli 1937      | 1407            | 71.104               | |
| Bouzeron                                  | Burgund       | 17. Februar 1998   | 52              | 3190                 | Seit dem Jahr 1937 gab es eine Appellation des Namens Bourgogne-Aligoté-Bouzeron. |
| Brouilly                                  | Beaujolais    | 19. Oktober 1938   | 1328            | 67.652               | |
| Buzet                                     | Sud-Ouest     | 19. April 1973     | 2091            | 115.003              | Ursprünglich unter dem Namen Côtes de Buzet bekannt, wurde der Kurzname Buzet im Jahr 1986 eingeführt. |
| Cabardès                                  | Languedoc     | 12. Februar 1999   | 400             | 18.003               | vor der Heraufstufung zur AOC unter dem Namen Côtes du Cabardès et de l’Orbiel bekannt |
| Cabernet d’Anjou                          | Loire         | 9. Mai 1964        | 4434            | 262.305              | |
| Cabernet de Saumur                        | Loire         | 9. Mai 1964        | 85              | 5251                 | |
| Cadillac                                  | Bordeaux      | 10. August 1973    | 204             | 6186                 | |
| Cahors                                    | Sud-Ouest     | 15. April 1971     | 4050            | 155.370              | |
| Canon Fronsac                             | Bordeaux      | 1. Juli 1939       | 282             | 12.773               | Ursprünglich unter dem Namen Côtes Canon Fronsac bekannt, wurde der heute bekannte Name Canon Fronsac im Jahr 1964 eingeführt. |
| Cassis                                    | Provence      | 15. Mai 1936       | 198             | 7660                 | |
| Cérons                                    | Bordeaux      | 11. September 1936 | 53              | 1335                 | |
| Chablis                                   | Burgund       | 13. Januar 1938    | 3156            | 187.152              | |
| Chablis Grand Cru                         | Burgund       | 13. Januar 1938    | 104             | 5256                 | |
| Chablis Premier Cru                       | Burgund       | 13. Januar 1938    | 767             | 43.903               | |
| Chambertin                                | Burgund       | 31. Juli 1937      | 12,9            | 448                  | Grand Cru Lage in Gevrey-Chambertin |
| Chambertin-Clos-de-Bèze                   | Burgund       | 31. Juli 1937      | 13,4            | 459                  | Grand Cru Lage in Gevrey-Chambertin |
| Chambolle-Musigny                         | Burgund       | 11. September 1936 | 152             | 5500                 | |
| Champagne                                 | Champagne     | 29. Juni 1936      |                 | 2.679.602            | |
| Chapelle-Chambertin                       | Burgund       | 31. Juli 1937      | 5,387           | 172                  | Grand Cru Lage in Gevrey-Chambertin |
| Charmes-Chambertin                        | Burgund       | 31. Juli 1937      | 31,6            | 1192                 | |
| Chassagne-Montrachet                      | Burgund       | 21. Mai 1970       | 293             | 15.092               | |
| Château-Chalon                            | Jura          | 29. Mai 1936       | 50              | 1525                 | |
| Château-Grillet                           | Rhône         | 8. Dezember 1936   |                 |                      | |
| Châteauneuf-du-Pape                       | Rhône         | 15. Mai 1936       | 3153            | 102.782              | |
| Châtillon-en-Diois                        | Rhône         | 3. März 1975       | 42              | 1899                 | |
| Chaume                                    | Loire         | 19. September 2003 |                 |                      | Bis zum Jahr 2003 sowie zwischen 2005 und 2007 lediglich eine Gemeindeappellation innerhalb der Herkunftsbezeichnung Coteaux du Layon. Im Jahr 2003 noch unter dem Namen Chaume Premier Cru des Coteaux du Layon gegründet, lautet die korrekte Bezeichnung seit 2007 nur noch Chaume. |
| Chénas                                    | Beaujolais    | 11. September 1936 | 249             | 12.098               | |
| Chevalier-Montrachet                      | Burgund       | 31. Juli 1937      | 7,145           | 336                  | Grand Cru Lage in der Gemeinde Puligny-Montrachet |
| Cheverny                                  | Loire         | 26. März 1993      | 525             | 24.586               | |
| Chinon                                    | Loire         | 31. Juli 1937      | 2351            | 110.604              | 99 Prozent der Produktion entfällt auf Rot- und Roséwein |
| Chiroubles                                | Beaujolais    | 11. September 1936 | 366             | 18.038               | |
| Chorey-les-Beaune                         | Burgund       | 21. Mai 1970       |                 |                      | |
| Clairette de Bellegarde                   | Languedoc     | 28. Juni 1949      | 25              | 1074                 | |
| Clairette de Die                          | Rhône         | 26. März 1993      | 1401            | 84.272               | |
| Clairette du Languedoc                    | Languedoc     | 12. April 1965     | 60              | 2487                 | |
| Clos des Lambrays                         | Burgund       | 27. April 1981     | 8,8394          | 250                  | Vor seiner Heraufstufung eine Premier Cru Gewächs in Morey-Saint-Denis |
| Clos de la Roche                          | Burgund       | 8. Dezember 1936   | 16,9027         | 605                  | Grand Cru Lage in der Gemeinde Morey-Saint-Denis |
| Clos de Tart                              | Burgund       | 4. Januar 1939     |                 |                      | Grand Cru Lage in der Gemeinde Morey-Saint-Denis |
| Clos de Vougeot                           | Burgund       | 31. Juli 1937      | 50,2240         | 1640                 | Grand Cru Lage in der Gemeinde Vougeot |
| Clos Saint-Denis                          | Burgund       | 8. Dezember 1936   | 6,6260          | 225                  | Grand Cru Lage in der Gemeinde Morey-Saint-Denis |
| Collioure                                 | Languedoc     | 3. Dezember 1971   | 619             | 19.930               | |
| Condrieu                                  | Rhône         | 27. April 1940     | 130             | 4756                 | |
| Corbières                                 | Languedoc     | 24. Dezember 1985  | 13.187          | 551.773              | |
| Corbières -Boutenac                       | Languedoc     | 20. Mai 2005       | 245             | 8926                 | |
| Cornas                                    | Rhône         | 5. August 1938     | 111             | 3961                 | |
| Corse oder Vin de Corse                   | Korsika       | 2. April 1976      |                 |                      | |
| Corton                                    | Burgund       | 31. Juli 1937      |                 |                      | |
| Corton-Charlemagne                        | Burgund       | 31. Juli 1937      |                 |                      | |
| Costières de Nîmes                        | Rhône         | 4. Juli 1986       | 4354            | 236.578              | Ursprünglich unter dem Namen Costières du Gard gegründet, erhielt das Weinbaugebiet im Jahr 1989 seinen jetzigen Namen. Im Jahr 2004 wurde das Gebiet der Weinregion Rhône zugeordnet, obwohl geographisch im Languedoc gelegen.                                                       |
| Côte de Beaune                            | Burgund       | 5. Dezember 1972   | 37              | 1219                 | Selten genutzte Herkunftsbezeichnung |
| Côte de Beaune-Villages                   | Burgund       | 5. Dezember 1972   | –               | 369                  | Selten genutzte Herkunftsbezeichnung. Nicht mit der Appellation Côte de Nuits-Villages zu verwechseln. |
| Côte de Brouilly                          | Beaujolais    | 19. Oktober 1938   | 315             | 16.235               | |
| Côte de Nuits-Villages                    | Burgund       | 20. August 1964    | 162             | 6523                 | |
| Côte Roannaise                            | Loire         | 14. Februar 1994   | 220             | 10.000               | |
| Côte-Rôtie                                | Rhône         | 18. Oktober 1940   | 234             | 9769                 | |
| Coteaux Champenois                        | Champagne     | 21. August 1974    |                 |                      | |
| Coteaux d’Aix-en-Provence                 | Provence      | 24. Dezember 1985  | 4718            | 196.165              | |
| Coteaux-de-die                            | Rhône         | 26. März 1993      | –               | –                    | Die Herkunftsbezeichnung wird kaum genutzt. Das Gebiet ist deckungsgleich mit der Appellation Clairette de Die, gilt jedoch für Stillwein. |
| Coteaux-de-l’Aubance                      | Loire         | 18. Februar 1950   | 164             | 4612                 | |
| Coteaux de Pierrevert                     | Provence      | 1. Juli 1998       | 360             | 15.541               | |
| Coteaux de Saumur                         | Loire         | 30. Dezember 1942  | 8,4             | 150                  | |
| Coteaux du Giennois                       | Loire         | 15. Mai 1998       | 191             | 8396                 | |
| Coteaux du Languedoc                      | Languedoc     | 24. Dezember 1985  | 9522            | 398.780              | Seit dem Jahrgang 2007 ist die Herkunftsbezeichnung lediglich unter dem Namen Languedoc bekannt. |
| Coteaux du Layon                          | Loire         | 18. Februar 1950   | 1645            | 44.534               | |
| Coteaux du Loir                           | Loire         | 12. Mai 1948       | 76              | 2504                 | |
| Coteaux du Lyonnais                       | Beaujolais    | 9. Mai 1984        | 335             | 15.593               | |
| Coteaux du Tricastin                      | Rhône         | 27. Juli 1973      | 2342            | 125.154              | |
| Coteaux du Vendômois                      | Loire         | 2. Mai 2001        | 153             | 7224                 | |
| Coteaux Varois en Provence                | Provence      | 26. März 1993      | 2286            | 101.521              | |
| Côtes de Bergerac                         | Sud-Ouest     | 11. September 1936 | –               | –                    | |
| Côtes de Bergerac Blanc                   | Sud-Ouest     | 11. September 1936 | –               | –                    | |
| Côtes de Blaye                            | Bordeaux      | 11. September 1936 |                 |                      | Ursprünglich Teil der Herkunftsbezeichnung Blaye |
| Côtes de Bourg                            | Bordeaux      | 11. September 1936 | 3910            | 212.983              | Anfangs ausschließlich für Rotwein, ab 1941 auch für Weißwein |
| Côtes de Castillon                        | Bordeaux      | 9. Februar 1989    | 2966            | 145.626              | |
| Côtes de Duras                            | Sud-Ouest     | 16. Februar 1937   | 1943            | 111.660              | |
| Côtes de la Malepère                      | Languedoc     | 2. Mai 2007        | 384             | 18.521               | |
| Côtes de Provence                         | Provence      | 24. Oktober 1977   | 23.380          | 1.108.610            | |
| Côtes de Toul                             | Ostfrankreich | 31. März 1998      | 57              | 2544                 | |
| Côtes du Forez                            | Loire         | 23. Februar 2000   | 168             | 7433                 | |
| Côtes du Jura                             | Jura          | 31. Juli 1937      | 528             | 20.540               | |
| Côtes du Luberon                          | Rhône         | 26. Februar 1988   | 3060            | 123.500              | |
| Côtes du Marmandais                       | Sud-Ouest     | 2. April 1990      | 1314            | 67.387               | |
| Côtes de Montravel                        | Sud-Ouest     | 31. Juli 1937      | 30              | 1169                 | |
| Côtes du Rhône                            | Rhône         | 19. November 1937  | 41.220          | 1.789.670            | Der Anteil der Weißweine beträgt kaum drei Prozent der erzeugten Menge |
| Côtes du Rhône Villages                   | Rhône         | 2. November 1966   | 7890            | 298.951              | Der Anteil der Weißweine beträgt kaum zwei Prozent der erzeugten Menge |
| Côtes du Roussillon                       | Languedoc     | 28. März 1977      | 5770            | 215.500              | |
| Côtes du Roussillon Villages              | Languedoc     | 28. März 1977      | 2270            | 67.500               | |
| Côtes du Ventoux                          | Rhône         | 27. Juli 1973      | 6400            | 287.486              | |
| Côtes du Vivarais                         | Rhône         | 23. September 1999 | 439             | 18.485               | |
| Cour-Cheverny                             | Loire         | 24. März 1993      | 51              | 1826                 | |
| Crémant d’Alsace                          | Elsass        | 24. August 1976    | 3017            | 235.705              | |
| Crémant de Bordeaux                       | Bordeaux      | 3. April 1990      |                 | 19.560               | |
| Crémant de Bourgogne                      | Burgund       | 17. Oktober 1975   |                 | 107.710              | |
| Crémant de Die                            | Rhône         | 26. März 1993      |                 | 1993                 | |
| Crémant du Jura                           | Jura          | 9. Oktober 1995    |                 |                      | |
| Crémant de Limoux                         | Languedoc     | 21. August 1990    |                 | 25.136               | |
| Crémant de Loire                          | Loire         | 17. Oktober 1975   |                 | 89.563               | |
| Crépy                                     | Savoie        | 29. April 1948     | 46              | 2466                 | |
| Criots-Bâtard-Montrachet                  | Burgund       | 31. Juli 1937      |                 |                      | |
| Crozes-Hermitage                          | Rhône         | 4. März 1937       | 1411            | 61.773               | |
| Échezeaux                                 | Burgund       | 31. Juli 1937      | 36,2583         | 1235                 | Grand Cru Lage in der Gemeinde Flagey-Échézeaux |
| Entre deux mers                           | Bordeaux      | 31. Juli 1937      | 1391            | 86.441               | |
| Faugères                                  | Languedoc     | 5. Mai 1982        | 2004            | 68.733               | |
| Fitou                                     | Languedoc     | 28. April 1948     | 2590            | 90.023               | |
| Fixin                                     | Burgund       | 8. Dezember 1936   | 95              | 4013                 | |
| Fleurie                                   | Beaujolais    | 11. September 1936 | 871             | 43.792               | |
| Fronsac                                   | Bordeaux      | 4. März 1937       | 827             | 39.110               | Im Jahr 1937 unter dem Namen Côtes de Fronsac angelegt, wurde die Bezeichnung im 1976 vereinfacht. |
| Floc de Gascogne                          | Sud-Ouest     | 1990               |                 |                      | |
| Fronton                                   | Sud-Ouest     | 7. Februar 1975    | 2060            | 97.242               | Im Jahr 1975 unter dem Namen Côtes du Frontonnais gegründet, wurde die Bezeichnung im Jahr 2005 vereinfacht. |
| Gaillac                                   | Sud-Ouest     | 21. März 1938      | 3923            | 160.000              | |
| Gevrey-Chambertin                         | Burgund       | 11. September 1936 | 410             | 17.435               | |
| Gigondas                                  | Rhône         | 6. Januar 1971     | 1233            | 40.345               | |
| Givry                                     | Burgund       | 8. Februar 1946    | 261             | 13.100               | |
| Grand Échezeaux                           | Burgund       | 31. Juli 1937      | 9,1445          | 285                  | Grand Cru Lage in der Gemeinde Flagey-Échézeaux |
| Graves                                    | Bordeaux      | 4. März 1937       | 3882            | 180.266              | |
| Graves de Vayres                          | Bordeaux      | 31. Juli 1937      | 545             | 28.239               | |
| Graves Supérieures                        | Bordeaux      | 4. März 1937       | –               | –                    | |
| Griotte-Chambertin                        | Burgund       | 31. Juli 1937      | 5,4805          | 91                   | Grand Cru Lage in Gevrey-Chambertin |
| Haut-Médoc                                | Bordeaux      | 14. November 1936  | 4765            | 242.315              | |
| Haut-Montravel                            | Sud-Ouest     | 31. Juli 1937      | –               | –                    | |
| Hermitage                                 | Rhône         | 4. März 1937       | 136             | 4835                 | |
| Irancy                                    | Burgund       | 26. Februar 1999   | 166             | 7916                 | Bereits seit 1937 unter dem Namen Bourgogne Irancy bekannt |
| Irouléguy                                 | Sud-Ouest     | 23. Oktober 1970   | 214             | 6380                 | |
| Jasnières                                 | Loire         | 31. Juli 1937      | 400             | 2240                 | Nur etwa 40 ha der zugelassenen Rebfläche werden genutzt. |
| Juliénas                                  | Beaujolais    | 11. März 1938      | 594             | 29.913               | |
| Jurançon                                  | Sud-Ouest     | 8. Dezember 1936   | 932             | 32.688               | |
| Jurançon sec                              | Sud-Ouest     | 8. Dezember 1936   | 165             | 6606                 | |
| L’Étoile                                  | Jura          | 31. Juli 1937      | 56              | 2411                 | |
| Ladoix                                    | Burgund       | 21. Mai 1970       | 77              | 4039                 | |
| La Grande Rue                             | Burgund       | 2. Juli 1992       | 1,6525          |                      | Grand Cru Lage in der Gemeinde Vosne-Romanée |
| Lalande-de-Pomerol                        | Bordeaux      | 8. Dezember 1936   | 1182            | 53.310               | |
| La Romanée                                | Burgund       | 11. September 1936 | 0,8345          |                      | Grand Cru Lage in der Gemeinde Vosne-Romanée |
| La Tâche                                  | Burgund       | 11. September 1936 | 6,019           | 178                  | Grand Cru Lage in der Gemeinde Vosne-Romanée |
| Latricières-Chambertin                    | Burgund       | 31. Juli 1937      | 6,939           | 277                  | Grand Cru Lage in Gevrey-Chambertin |
| Les Baux-de-Provence                      | Provence      | 20. April 1995     | 299             | 6522                 | vor der Heraufstufung Teil der Herkunftsbezeichnung Coteaux d’Aix-en-Provence |
| Limoux                                    | Languedoc     | 13. Mai 1981       | 194             | 8097                 | |
| Lirac                                     | Rhône         | 14. Oktober 1947   | 661             | 21.478               | |
| Listrac                                   | Bordeaux      | 8. Juni 1957       | 600             | 30.639               | |
| Loupiac                                   | Bordeaux      | 11. September 1936 | 390             | 12.635               | |
| Lussac-Saint-Émilion                      | Bordeaux      | 14. November 1936  | 1475            | 77.865               | |
| Mâcon                                     | Burgund       | 31. Juli 1937      | 1940            | 119.786              | |
| Mâcon supérieur                           | Burgund       | 31. Juli 1937      | –               | –                    | |
| Mâcon-villages                            | Burgund       | 31. Juli 1937      | 1781            | 117.416              | |
| Macvin du Jura                            | Jura          | 14. November 1991  | 64              | 4444                 | |
| Madiran                                   | Sud-Ouest     | 19. Juli 1948      | 1273            | 61.738               | |
| Maranges                                  | Burgund       | 23. Mai 1989       | 176             | 7191                 | Es wird fast ausschließlich Rotwein erzeugt. Fast die Hälfte der Produktion entfällt auf Premier Cru Lagen. |
| Marcillac                                 | Sud-Ouest     | 2. April 1990      |                 |                      | |
| Margaux                                   | Bordeaux      | 10. August 1954    | 1424            | 68.073               | |
| Marsannay                                 | Burgund       | 19. Mai 1987       | 215             | 9482                 | |
| Maury                                     | Languedoc     | 19. Mai 1972       | 280             | 6600                 | |
| Mazis-Chambertin                          | Burgund       | 31. Juli 1937      | 12,592          | 330                  | Grand Cru Lage in Gevrey-Chambertin |
| Mazoyères-Chambertin                      | Burgund       | 31. Juli 1937      | 1,56            | 56                   | Grand Cru Lage in Gevrey-Chambertin. Wird meist unter dem Namen Charmes-Chambertin vermarktet. |
| Médoc                                     | Bordeaux      | 14. November 1936  | 5754            | 303.058              | |
| Menetou-Salon                             | Loire         | 23. Januar 1959    | 549             | 25.902               | |
| Mercurey                                  | Burgund       | 11. September 1936 | 644             | 25.884               | |
| Meursault                                 | Burgund       | 31. Juli 1937      | 386             | 19.372               | Mehr als 96 Prozent der Produktion entfällt auf Weißwein. |
| Minervois                                 | Languedoc     | 15. Februar 1985   | 4172            | 174.183              | |
| Minervois-La-Livinière                    | Languedoc     | 12. Februar 1999   | 201             | 7142                 | |
| Monbazillac                               | Sud-Ouest     | 15. Mai 1936       | 1949            | 44.152               | |
| Montagne-Saint-Émilion                    | Bordeaux      | 14. November 1936  | 1583            | 80.790               | |
| Montagny                                  | Burgund       | 11. September 1936 | 308             | 17.898               | |
| Monthelie                                 | Burgund       | 21. Mai 1970       | 129             | 5104                 | |
| Montlouis                                 | Loire         | 6. Dezember 1938   | 385             | 15.539               | |
| Montrachet                                | Burgund       | 31. Juli 1937      | 8               | 334                  | |
| Montravel                                 | Sud-Ouest     | 31. Juli 1937      | –               | –                    | |
| Morey-Saint-Denis                         | Burgund       | 8. Dezember 1936   | 94              | 3791                 | |
| Morgon                                    | Beaujolais    | 11. September 1936 | 1079            | 56.096               | |
| Moulin à Vent                             | Beaujolais    | 11. September 1936 | 663             | 33.071               | |
| Moulis                                    | Bordeaux      | 14. Mai 1938       | 614             | 29.902               | |
| Muscadet                                  | Loire         | 23. September 1937 | 3094            | 200.752              | |
| Muscadet-Coteaux de la Loire              | Loire         | 14. November 1936  | 208             | 11.212               | |
| Muscadet-Côtes de Grandlieu               | Loire         | 29. Dezember 1994  | 259             | 13.717               | |
| Muscadet Sèvre et Maine                   | Loire         | 14. November 1936  | 8365            | 469.637              | Alternative Schreibweise Muscadet de Sèvre et Maine |
| Muscat de Beaumes-de-Venise               | Rhône         | 1. Juni 1945       | 503             | 12.324               | |
| Muscat de Frontignan                      | Languedoc     | 31. Mai 1936       | 812             | 19.666               | |
| Muscat de Lunel                           | Languedoc     | 27. Oktober 1943   | 321             | 8206                 | |
| Muscat de Mireval                         | Languedoc     | 28. Dezember 1959  | 275             | 6211                 | |
| Muscat de Rivesaltes                      | Languedoc     | 19. Mai 1972       | 5221            | 106.765              | |
| Muscat de Saint-Jean-de-Minervois         | Languedoc     | 10. November 1949  | 185             | 5522                 | |
| Muscat du Cap Corse                       | Korsika       | 26. März 1993      | 89              | 1977                 | |
| Musigny                                   | Burgund       | 11. September 1936 | 15,144          |                      | Grand Cru Lage in Chambolle-Musigny |
| Nuits-Saint-Georges                       | Burgund       | 5. Dezember 1972   | 306             | 12.468               | |
| Orléans                                   | Loire         | 23. November 2006  | 83              | 2105                 | |
| Orléans-Cléry                             | Loire         | 23. November 2006  | 28              | 848                  | |
| Pacherenc du Vic-Bilh Sec                 | Sud-Ouest     | 19. Juli 1948      | 260             | 10.510               | |
| Palette                                   | Provence      | 28. April 1948     | 48              | 1745                 | |
| Patrimonio                                | Korsika       | 23. Oktober 1984   | 418             | 16.140               | vor der Heraufstufung Teil der Appellation Vin du Corse |
| Pauillac                                  | Bordeaux      | 14. November 1936  | 1204            | 58.083               | |
| Pécharmant                                | Sud-Ouest     | 12. März 1946      | 418             | 14.864               | |
| Pernand-Vergelesses                       | Burgund       | 21. Mai 1970       | 133             | 5776                 | |
| Pessac-Léognan                            | Bordeaux      | 9. September 1987  | 1610            | 71.146               | |
| Petit Chablis                             | Burgund       | 1944               | 729             | 42.892               | |
| Pineau des Charentes                      | Charente      | 1945               |                 |                      | |
| Pomerol                                   | Bordeaux      | 8. Dezember 1936   | 769             | 33.024               | |
| Pommard                                   | Burgund       | 11. September 1936 | 317             | 12.258               | |
| Pouilly-Fuissé                            | Burgund       | 11. September 1936 | 757             | 44.067               | |
| Pouilly-Fumé                              | Loire         | 31. Juli 1937      | 1190            | 70.412               | alternative Schreibweise: Blanc Fumé de Pouilly. |
| Pouilly-Loché                             | Burgund       | 27. April 1940     | 32              | 1885                 | |
| Pouilly-sur-Loire                         | Loire         | 31. Juli 1937      | 34              | 1987                 | |
| Pouilly-Vinzelles                         | Burgund       | 27. April 1940     | 53              | 2963                 | |
| Premières Côtes de Blaye                  | Bordeaux      | 11. September 1936 | –               | –                    | vor der Heraufstufung Teil der Herkunftsbezeichnung Blaye |
| Premières Côtes de Bordeaux               | Bordeaux      | 31. Juli 1937      | 3683            | 179.892              | |
| Puisseguin-Saint-Émilion                  | Bordeaux      | 17. November 1936  | 761             | 37.444               | |
| Puligny-Montrachet                        | Burgund       | 21. Mai 1970       | 205             | 10.848               | Mehr als 98 Prozent der Produktion entfällt auf Weißwein. |
| Quarts de Chaume                          | Loire         | 10. August 1954    | 44              | 687                  | |
| Quincy                                    | Loire         | 6. August 1936     | 224             | 12.294               | |
| Rasteau                                   | Rhône         | November 2010      | 938             | 29.943               | Der trockene Rotwein hat seit 2010 AOC Status, der Vin Doux Naturel (VDN, natürlicher Süßwein) schon seit 1944. |
| Régnié                                    | Beaujolais    | 20. Dezember 1988  | 374             | 20.095               | |
| Reuilly                                   | Loire         | 9. September 1937  | 187             | 8941                 | |
| Richebourg                                | Burgund       | 11. September 1936 | 7,9940          | 268                  | Grand Cru Lage in der Gemeinde Vosne-Romanée |
| Rivesaltes                                | Languedoc     | 29. Dezember 1997  | 5181            | 107.928              | |
| Romanée-Conti                             | Burgund       | 11. September 1936 | 1,8050          | 46                   | Grand Cru Lage in der Gemeinde Vosne-Romanée |
| Romanée-Saint-Vivant                      | Burgund       | 11. September 1936 | 9,5430          | 307                  | Grand Cru Lage in der Gemeinde Vosne-Romanée |
| Rosé de Loire                             | Loire         | 4. September 1974  | 1208            | 67.623               | |
| Rosé des Riceys                           | Champagne     | 2. Februar 1971    | –               | 360                  | |
| Rosette                                   | Sud-Ouest     | 12. März 1946      | 10,6            | 402                  | |
| Roussette de Savoie                       | Savoie        | 4. September 1973  | 48              | 2425                 | |
| Ruchottes-Chambertin                      | Burgund       | 31. Juli 1937      | 3,191           | 111                  | Grand-Cru-Lage in Gevrey-Chambertin |
| Rully                                     | Burgund       | 13. Juni 1939      | 347             | 15.618               | |
| Saint-Amour                               | Beaujolais    | 8. Februar 1946    | 323             | 16.479               | |
| Saint-Aubin                               | Burgund       | 21. Mai 1970       | 162             | 7783                 | Mehr als 70 Prozent der Produktion entfällt auf Weißwein, der überwiegend aus Premier-Cru-Lagen stammt. |
| Saint-Bris                                | Burgund       | 10. Januar 2003    | 115             | 6524                 | vor der Heraufstufung als VDQS Wein Sauvignon de Saint-Bris bekannt |
| Saint-Chinian                             | Languedoc     | 5. Mai 1982        | 3261            | 138.218              | |
| Saint-Émilion                             | Bordeaux      | 14. November 1936  | 1885            | 101.630              | |
| Saint-Émilion Grand Cru                   | Bordeaux      | 14. November 1936  | 3677            | 164.188              | |
| Saint-Estèphe                             | Bordeaux      | 14. November 1936  | 1237            | 63.440               | |
| Saint-Georges-Saint-Émilion               | Bordeaux      | 14. November 1936  | 200             | 10.888               | |
| Saint-Joseph                              | Rhône         | 15. Juni 1956      | 1096            | 41.094               | |
| Saint-Julien                              | Bordeaux      | 14. November 1936  | 906             | 44.813               | |
| Saint-Nicolas-de-Bourgueil                | Loire         | 31. Juli 1937      | 1073            | 58.224               | |
| Saint-Péray                               | Rhône         | 8. Dezember 1936   | 71              | 2299                 | |
| Saint-Pourçain                            | Loire         | 28. Mai 2009       | 543             | 24.205               | Seit dem Jahr 1951 verfügte das Gebiet über den Status einer VDQS. |
| Saint-Romain                              | Burgund       | 21. Mai 1970       | 98              | 4515                 | |
| Saint-Véran                               | Burgund       | 6. Januar 1971     | 665             | 41.425               | |
| Sainte-Croix-du-Mont                      | Bordeaux      | 11. September 1936 | 381             | 13.003               | |
| Sainte-Foy-Bordeaux                       | Bordeaux      | 31. Juli 1937      | 279             | 12.749               | |
| Sancerre                                  | Loire         | 14. November 1936  | 2748            | 164.025              | |
| Santenay                                  | Burgund       | 21. Mai 1970       | 329             | 13.602               | Mehr als 80 Prozent der Produktion entfällt auf Rotwein. Die Gemeindeappellation verfügt über 19 Premier Cru Lagen. |
| Saumur                                    | Loire         | 14. November 1936  | 2580            | 157.757              | |
| Saumur-Champigny                          | Loire         | 14. November 1936  | 1517            | 87.661               | |
| Saumur Mousseux                           | Loire         | 24. August 1976    |                 |                      | |
| Saussignac                                | Sud-Ouest     | 28. April 1982     | 49              | 771                  | |
| Sauternes                                 | Bordeaux      | 30. September 1936 | 1620            |                      | |
| Savennières                               | Loire         | 8. Dezember 1952   | 149             | 4163                 | |
| Savennières-Coulée-de-Serrant             | Loire         | 8. Dezember 1952   | –               | –                    | |
| Savennières-Roche-aux-Moines              | Loire         | 8. Dezember 1952   | –               | –                    | |
| Savigny-lès-Beaune                        | Burgund       | 21. Mai 1970       | 350             | 14.353               | |
| Seyssel                                   | Savoie        | 11. Februar 1942   | 83              | 4454                 | |
| Tavel                                     | Rhône         | 15. Mai 1936       | 933             | 38.933               | |
| Touraine                                  | Loire         | 24. Dezember 1939  | 4475            | 248.391              | Bis zum Jahr 1953 lautete die Bezeichnung Coteaux de Touraine. |
| Touraine-Amboise                          | Loire         | 24. Dezember 1939  | 167             | 8352                 | |
| Touraine-Azay-le-Rideau                   | Loire         | 24. Dezember 1939  | 54              | 1864                 | |
| Touraine-Mesland                          | Loire         | 24. Dezember 1939  | 80              | 3720                 | |
| Touraine Noble Joué                       | Loire         | 12. April 2001     | 28              | 1685                 | |
| Vacqueyras                                | Rhône         | 30. April 2001     | 391             | 45.579               | |
| Valençay                                  | Loire         | 17. März 2004      | 139             | 6800                 | |
| Vin de Savoie                             | Savoie        | 4. September 1973  | 1982            | 128.965              | |
| Viré-Clessé                               | Burgund       | 26. Februar 1999   | 386             | 22.000               | Seit dem Jahr 1937 waren Mâcon-Clessé sowie Mâcon-Viré Subregionen der Herkunftsbezeichnung Mâcon. |
| Vinsobres                                 | Rhône         | 15. Februar 2006   | 386             | 14.333               | vor der Heraufstufung zur AOC Teil der Herkunftsbezeichnung Côtes du Rhône Villages |
| Volnay                                    | Burgund       | 9. September 1937  | 223             | 8950                 | |
| Vosne-Romanée                             | Burgund       | 11. September 1936 | 150             | 6160                 | |
| Vougeot                                   | Burgund       | 8. Dezember 1936   | 16,4            | 601                  | |
| Vouvray                                   | Loire         | 8. Dezember 1936   | 2176            | 129.818              | |